# Nebennu
Nebennu, (oder: Nebnun), (Eigenname), mit dem Thronnamen Semen-ka-Re war ein altägyptischer König (Pharao) der 13. Dynastie (Zweite Zwischenzeit). Er regierte um 1739 v. Chr.

## Belege
Von diesem Herrscher kennt man neben dem Eintrag im Turiner Königspapyrus nur eine Stele aus dem Gebel Zeit (Ost-Wüste). Diese Stele zeigt ihn auf der einen Seite vor Ptah, „südlich seiner Mauer“, und auf der anderen Seit vor Horus, „Herr der Fremdländer“. Die Stele ist aus Fayence gearbeitet. Die Dauer von Nebennus Regierungszeit wird in der Regel mit einem Jahr angegeben und von Krauss/Franke um 1739 v. Chr. datiert.